# イースト・コースト・ヒップホップ
イースト・コースト・ヒップホップ（East Coast hip hop）とは、ラップのジャンルの1つである。ニューヨークを中心とした「アメリカ東海岸」沿いで発展した。

## 特徴
ソウルやファンクをそのままバックトラックに使用した東海岸オールドスクール・ヒップホップと比べ、ニュー・スクールは、サンプリングなどに凝った曲が多い。。

## 歴史
1970年代にサウスブロンクスで、ブロックパーティーがさかんに開かれ、70年代末にはラップが誕生した。初期のラップ・ミュージックは、パーティーをする為のダンスミュージックが主流だった。
しかし、1980年代に入ると黒人たちの人権活動が盛んになり、歌詞も社会的な物を含むようになる。そして、サウンドもハードコアと呼ばれる攻撃的なものへと変化していった。
1990年代に入ると、様々な動きが出てくる。まず、デ・ラ・ソウルやア・トライブ・コールド・クエスト、ジャングル・ブラザーズらの登場によって、ニュー・スクール・ムーブメントが起こった。その後、リーダーズ・オブ・ザ・ニュー・スクールらも活躍した。そして、ソロになったKRSワンや、ウータン・クランのハードコア・ラップも人気になった。
1990年中期には、バッド・ボーイ・レコードのポップ・ラップ路線が出現した